# Aram Hakobian
Pour les articles homonymes, voir Hakobian et Aram Hakobian (joueur d'échecs).
Aram Hakobian (en arménien : Արամ Հակոբյան), né le 15 août 1979 à Erevan, est un footballeur international arménien qui évolue au poste d'attaquant.

## Biographie
Aram Hakobian reçoit 18 sélections en équipe d'Arménie entre 2000 et 2007, inscrivant un but.
Avec le club du Banants Erevan, il inscrit 21 buts dans le championnat d'Arménie lors de la saison 2003, puis 26 buts lors de la saison 2006.
Aram Hakobian dispute 4 matchs en Ligue des champions, sans inscrire de but. Le 11 août 2005, il inscrit un doublé en Coupe de l'UEFA, contre le club ukrainien du FK Dnipro (défaite 2-4).
Il obtient la récompense de Footballeur arménien de l'année en 2005.

## Carrière
- 1998 - 1999 : Dvin Artashat  Arménie
- 1999 - 2000 : FC Araks Ararat  Arménie
- 2000 - 2002 : Spartak Erevan  Arménie
- 2002 - 2003 : Stal Alchevsk  Ukraine
- 2003 : Banants Erevan  Arménie
- 2003 - 2004 : Stal Alchevsk  Ukraine
- 2004 - 2006 : Banants Erevan  Arménie
- 2006 - 2007 : Illichovets Marioupol  Ukraine
- 2007 : Banants Erevan  Arménie
- 2008 : Volga Oulianovsk  Russie
- 2008 : Uliss Erevan  Arménie
- 2009 - 2010 : SC Erebuni Dilijan  Arménie

## Palmarès
- Vainqueur de la Coupe d'Arménie en 1999 avec le Dvin Artashat et en 2007 avec le Banants Erevan
- Élu Footballeur arménien de l'année en 2005